# 苏语 (南亚语系)
苏语  (内名：ɟruʔ)是老挝阿速坡省的孟高棉语族巴拿语支语言。1995年阿速坡省人口普查记录了萨南赛县有124名使用者。苏语内名与Jru'(老挝称为“拉文语”)相同，但他们觉得自己是一支独立的民族(Sidwell 2003:19)。柬埔寨上丁省可能也有使用者。